# 阿部浩己
阿部 浩己（あべ こうき、1958年 - ）は、日本の国際法学者。明治学院大学国際学部国際学科教授、同学部学部長、国際平和研究所所長。専門は国際法、国際人権法、国際難民法、平和研究。
公益社団法人自由人権協会評議員。難民研究フォーラム共同代表幹事。NGOヒューマンライツ・ナウ初代理事長。元国際人権法学会理事長。元日本平和学会会長、元川崎市人権施策推進協議会会長。元法務省難民審査参与員。

## 経歴
1958年、東京都大島町（伊豆大島）に生まれる。
早稲田大学大学院法学研究科博士課程単位取得満期退学。博士課程在学中に渡米し、バージニア大学ロースクールで法学修士号を取得。その後、早稲田大学より博士（法学）授与。
富山国際大学人文学部専任講師、神奈川大学法学部助教授・法科大学院教授を経て、2018年より明治学院大学国際学部教授。この間、カナダのヨーク大学難民研究センターの客員研究員を務める。
2015年の慰安婦問題日韓合意に対して、「不正義の実行と責任の承認」「不正義の是正と被害回復」の両面において、国際法的には非常に大きな問題を残す「合意」であったと述べ、歴史を正視せず法の正義を傲岸に踏みしだいた日韓政治の「不正義への合意」「談合的手打ち」と批判を行った。

## 著書・共著書等
- 『難民からみる世界と日本』1998
- 『人権の国際化―国際人権法の挑戦』1998
- 『UNHCR執行委員会・難民の国際的保護に関する結論（選集）』1999
- 『拷問等禁止条約-NGOが創った国際基準』2000
- 『日本と国際法の100年第4巻　人権』2001
- 『テキストブック国際人権法［第2版］』2002
- 『資料で読み解く国際法［第2版］』2002
- 『国際人権の地平』2003
- 『導入対話によるジェンダー法学』2003
- 『ブリッジブック先端法学入門』2003
- 『外国人法とローヤリング 理論と実務の架橋をめざして』2005
- 『国際組織 (ポプラディア情報館) 』2006
- 『戦争の克服』2006
- 『抗う思想/平和を創る力』2008
- 『国際法の新展開と課題 林司宣先生古稀祝賀』2009
- 『テキストブック国際人権法』2009
- 『国際法の暴力を超えて』2010
- 『欧米諸国の「公務員の政治活動の自由」』2011
- 『現代思想』2011年7月号
- 『市民社会向けハンドブック 国連人権プログラムを活用する』2011
- 『公正なグローバル・コミュニティを――地球的視野の政治経済』2011
- 『緊急事態の法的コントロール ―大地震を例として』2013
- 『国際人権を生きる』2014
- 『国際法の人権化』2014
- 『沖縄が問う日本の安全保障』2015
- 『沖縄自立と東アジア共同体』2016
- 『五〇年目の日韓つながり直し -日韓請求権協定から考える』2017
- 『平和をめぐる14の論点 平和研究が問い続けること』2018
- 『国際法を物語る』シリーズ 2018-
- 『人権判例報【第3号】』2021